# 长江国家文化公园
长江国家文化公园是中华人民共和国国家文化公园的一部分，涉及上海、江苏、浙江、安徽、江西、湖北、湖南、重庆、四川、贵州、云南、西藏、青海13个省区市。